# The O.C.
The O.C. (Orange County) is een Amerikaanse dramaserie die oorspronkelijk van 5 augustus 2003 tot en met 22 februari 2007 werd uitgezonden door FOX. Hij volgt het leven van een aantal rijke jongeren in Orange County.
In Amerika werd het vierde en laatste seizoen uitgezonden vanaf november 2006. Door tegenvallende kijkcijfers ging al een tijdje het gerucht dat de serie er na het vierde seizoen mee zou ophouden en op 3 januari 2007 werd dit door FOX officieel bevestigd. De laatste aflevering werd op 22 februari 2007 uitgezonden in Amerika.
In Nederland werd de serie uitgezonden op Net5 en Veronica. Door teleurstellende kijkcijfers van de eerste twee seizoenen was het lange tijd niet duidelijk of de serie in Nederland verder zou worden uitgezonden. De laatste nieuwe afleveringen werden in het najaar van 2005 in Nederland uitgezonden, vanaf januari 2007 zond Veronica nieuwe afleveringen van The O.C. uit.
In België werd The O.C. uitgezonden door KanaalTwee, het latere 2BE en JIM.

## Inleiding
The O.C. vertelt over het dagelijkse leven van Ryan Atwood en zijn entourage. Ryan is een tiener die geadopteerd werd door een zeer rijke familie, de Cohens, en die uit zijn vroege buurt Chino werd gehaald en nu bij de Cohens in Newport Beach woont. Ryan werd door Sandy Cohen uit de gevangenis gehaald. Zij ontmoetten elkaar toen Sandy als Ryans advocaat werd aangesteld. Hij haalt Ryan uit zijn probleembuurt en weg van zijn alcoholverslaafde moeder en brengt hem in een wereld van glitter and glamour in Californië. Ryan treedt er binnen in een wereld van geld, stijl en geheimen. Aan de buitenkant lijkt alles perfect maar eens hij erin verdiept is begint hij de diepliggende problemen te zien. Hij wordt bevriend met de Sandy en Kirstens eerder klungelige en timide zoon, Seth. Onmiddellijk ontwikkelen ze een broederlijke band en worden ze beste vrienden. Ryan ontmoet er ook tijdens de eerste dagen van zijn verblijf de beeldschone Marissa Cooper: zijn nieuwe buurmeisje. Er is maar 1 persoon die hun liefde in de weg staat, haar vriend. ‘Luke’ is de typische Newport Beach Boy en 100% Ryans tegenpool. Wanneer Ryan zich meer en meer in Newport verdiept, begint voor hem een ongelooflijke reis door dit strandparadijs.

## De hoofdpersonen
- Peter Gallagher speelt de rol van Sandy Cohen, een advocaat en voormalig openbaar verdediger die Ryan Atwood in zijn huis uitnodigt. Hijzelf is een beetje een outsider van al dat rijkeluisgedoe. Hij is opgegroeid in de Bronx in New York met enkel zijn moeder om hem op te voeden. Hij heeft Kirsten ontmoet aan de universiteit van Berkeley en het is door met haar te trouwen dat hij in Newport Beach is beland. Hij is zeer oprecht van karakter en zondert zich een beetje af van al de andere mannen in Newport.
- Kelly Rowan speelt de rol van Kirsten Cohen, een zeer beschermende moeder en serieuze zakenvrouw. Ze werkt voor haar vader bij The Newport Group en komt zelf van een zeer rijke familie. Ze heeft Sandy in Berkeley ontmoet en is daar ook met hem getrouwd. Haar familie is voor haar het absolute toppunt en ze probeert Seth Cohen, haar zoon zo veel mogelijk te beschermen van de buitenwereld, dit is waarschijnlijk ook de reden waarom hij zo teruggetrokken is. In het derde seizoen is de voormalige CFO van The Newport Group en een revaliderende alcoholicus.
- Benjamin McKenzie speelt de rol van de beruchte Ryan Atwood. Ryan leefde tot zijn 16e bij zijn alcoholistische moeder en toenmalige vriend. Hij werd mishandeld, heeft altijd problemen en hij raakt steeds verwikkeld in gevechten. Op een avond steelt hij een auto met zijn broer, Trey Atwood. Ze worden tegengehouden en hij wordt in een jeugdgevangenis opgesloten. Daar ontmoet hij Sandy Cohen en verandert zijn leven voorgoed. In het begin voelt hij zich helemaal niet gerust in Newport Beach naast al die rijkeluiszoontjes en hij krijgt het dan ook geregeld aan de stok met Luke en diens vrienden. Hij kan het meteen goed vinden met Seth Cohen en met zijn buurmeisje Marissa Cooper. Ze ontwikkelen meteen een speciale band en na de 9e aflevering zijn ze uiteindelijk samen. De aankomst van Ryan brengt meteen nieuwe hoop voor Seth wiens droommeisje Summer Roberts is, Marissa's beste vriendin.
- Adam Brody speelt Seth Cohen, de zoon van Sandy Cohen en Kirsten Cohen. Seth ziet Ryan meteen als zijn beste vriend, en meteen als enige vriend.Hij heeft er geen problemen mee dat Ryan niet van Newport komt. Hijzelf voelt zich net zoals zijn vader niet echt op zijn plaats en zijn grootste wens is om zo ver mogelijk van Newport Beach te verhuizen als maar kan. Hij is al die met botox volgespoten mensen beu, en al de plastische chirurgie die erbij hoort. Seth is al jaren verliefd op Marissa's beste vriendin Summer Roberts maar heeft er nog nooit een woord tegen gezegd. Hij vermoedt zelfs dat ze niet eens weet dat hij bestaat. Dankzij de aankomst van Ryan in Newport krijgt hij de eerste kans van zijn leven om ermee te praten en dankzij Ryan verandert zijn leven dramatisch, en daarbij ook de wil om zo ver mogelijk van Newport Beach te verhuizen als maar kan.
- Mischa Barton speelt de rol van het beeldschone buurmeisje Marissa Cooper. Ze heeft haar hele leven al een prinsessenleventje geleid en is niets anders gewend. Haar moeder en vader zijn de typische Newport-ouders of 'Newpsies' zoals Sandy ze noemt. Ze geven haar alles wat ze wil en vinden dit niet meer dan normaal. Maar Marissa heeft een veel diepere persoonlijkheid dan de meeste 'Newpsies'. Ze geeft haar perfecte vriendje op: Luke om met Ryan te zijn. Het tegengestelde van alles wat Newport voorstelt. Samen met Ryan beleeft ze heel wat avonturen en vooral veel drama.
- Rachel Bilson speelt de rol van Summer Roberts, Seths droommeisje. Ze is het typische verwaande rijkeluisdochtertje haar vader, Neil Roberts een esthetisch chirurg. Ze is het stereotype van de levensstijl van Newport. Haar favoriete hobby's zijn zonnen en waxen. Naarmate de serie groeit is er vooral een verandering te zien in Summer. Hoewel ze in seizoen één eerder het vrolijke oppervlakkige gemene & domme vriendinnetje speelde van Marissa en dus in haar schaduw moest staan is Summer uitgegroeid tot een zeer intelligent, eerder naïef vrolijk maar gevoelig meisje dat is gaan beseffen dat ze capaciteiten heeft en deze ook moet gebruiken. Ze is een mooi boegbeeld voor jonge meisjes dat bewijst dat meisjes ook vrolijk mooi moeten kunnen zijn en dat je echt geen hoop problemen nodig hebt om mysterieus over te komen maar vooral een goed hart.
- Melinda Clarke speelt de rol van Julie Cooper-Nichol. Zij is het boegbeeld van alle vrouwen in Newport. Ze heeft het alleen voor het geld en haar designerkleerkast. Zij was getrouwd met Jimmy Cooper, de vader van Marissa. Wanneer Jimmy in financiële problemen geraakt in het eerste seizoen en van fraude beschuldigd wordt besluit ze van hem te scheiden. Naar het einde van het tweede seizoen trouwt ze met Caleb Nichol, Kirstens vader. Kirsten en haar zus Hailey Nichol zijn hier absoluut niet blij mee en weten dat ze enkel met hem trouwt voor zijn geld. Na Calebs dood aan het einde van het tweede seizoen wordt ze met niets achtergelaten, niet eens een dak boven haar hoofd. Marissa moet dan intrekken bij haar beste vriendin Summer. In het begin heeft Julie er alles aan gedaan om Ryan weg te houden van Marissa en Marissa aan te sporen met Luke te blijven. Hierdoor komt ze vaak in hevige discussies terecht met haar dochter, uiteindelijk zonder succes.
- Autumn Reeser speelt de rol van Taylor Townsend, een drukke en energieke student die erg alleen was, maar uiteindelijk toch vrienden werd met Summer en Seth. In de laatste aflevering van seizoen drie behoorde ze helemaal tot de vriendengroep van Ryan, Seth, Summer en Marissa. In seizoen vier krijgen Taylor en Ryan een relatie met elkaar. Ze is de dochter van Veronica Townsend.
- Willa Holland speelt de rol van Kaitlin Cooper, de dochter van Jimmy Cooper en Julie Cooper-Nichol, en het zusje van Marissa. In de afgelopen jaren zat ze op een kostschool, maar na Marissa's dood is ze voorgoed teruggekomen naar Newport. Ze lijkt meer op haar moeder dan op haar vader, in tegenstelling tot Marissa.

## Oude terugkerende personages
- Chris Carmack speelde Luke Ward, de ex-vriend van Marissa en gezworen aartsvijand van Ryan. Hij heeft gedurende bijna het hele eerste seizoen gespeeld en de eerste aflevering van het tweede. Zijn personage is gedurende de eerste reeks zeer sterk geëvolueerd. In het begin was hij de typische ongevoelige "waterpolo-player" met zijn vriendin. Maar na verloop van tijd begint hij het feit te accepteren dat Marissa Ryan heeft gekozen en er niets aan valt te doen. Hij wordt dan bevriend met Ryan en zelfs met Seth, diens tegengestelde. Na het einde van de eerste reeks verhuist Seth zelfs tijdelijk bij Luke en zijn homoseksuele vader in Portland als gevolg van Ryans terugkeer naar Chino.
- Alan Dale is Caleb Nichol. Caleb Nichol is Kirstens vader en een bikkelharde zakenman. Hij is de CEO van The Newport Group en na verloop van tijd Julie Coopers echtgenoot. Hij werd in de loop van het eerste seizoen een hoofdpersonage in de reeks. Hij kan niet overweg met Ryan en is een niet al te fervent liefhebber van zijn schoonzoon, Sandy. Sandy is politiek links, oprecht en heeft nogal eens kritieken op het snobberige van Newport. Caleb is in feite het symbolische kritiekpunt van Sandy en dat veroorzaakt spanning tussen de twee. Caleb is ook de eerste hoofdpersoon in de serie die werd verwijderd toen hij een hartaanval opliep in de serie op het einde van de 2e reeks.
- Tate Donovan speelde de rol van Jimmy Cooper, Marissa's vader en de echtgenoot van Julie Cooper. Zij verliet hem echter toen hij beschuldigd werd van fraude en van het stelen van geld. Hij heeft een zeer goede band met zijn dochter Marissa. Hij heeft in de eerste 34 afleveringen gespeeld maar is dan naar Maui vertrokken. Hij is na de dood van Caleb naar Newport teruggekeerd en is bijna hertrouwd met Julie Cooper maar door financiële problemen heeft hij Newport eens te meer moeten verlaten in het derde seizoen. Hij woonde op een boot in de Newport Bay Yacht Club. Ook in het vierde seizoen is hij in een aflevering te zien.

## Gastrollen

### Seizoen 1
- Ashley Hartmann speelde de rol van Holly Fischer gedurende 6 episodes. Holly was beste vriendjes met Marissa en Summer tot ze werd betrapt met de vriend van Marissa in de achtste aflevering van het eerste seizoen, The Rescue.
- Bradley Stryker speelde gedurende 2 afleveringen de rol van Ryans broer, Trey Atwood.
- Daphne Ashbrook speelt de rol van Dawn Atwood, Ryans moeder. Ze verdwijnt na de 4e aflevering, en komt terug naar het einde van het derde seizoen.
- Samaire Armstrong speelt de rol van Anna Stern. Zij is de vrouwelijk versie van Seth, enkel zelfverzekerder. Ze was normaal gezien enkel gecast voor 1 aflevering maar door fanmail en aandringen werd ze teruggevraagd voor meerdere afleveringen en kreeg ze een belangrijkere rol in de reeks. Ze verliet de show tijdens de 21ste aflevering, The Goodbye Girl. Ze komt terug aan het einde van het derde seizoen en ontmoet Seth aan de universiteit en helpt hem zijn problemen met Summer glad te strijken.
- Bonnie Somerville speelde de rol van Rachel Hoffman, een collega van Sandy in de eerste reeks die Sandy tot de verleiding duwt.
- Paris Hilton speelt zichzelf in de aflevering The LA.
- Rosalind Chao speelt de rol van Dr. Kim, de directrice van de Harbor High School, de privéschool waar alle personages naartoe gaan.
- Navi Rawat speelt de rol van Theresa Gonzales, het toenmalige buurmeisje van Ryan toen hij nog in Chino woonde. Ze zorgt voor heel wat opschudding gedurende het eerste seizoen tussen Ryan, Marissa en haar en zorgt ervoor dat Ryan een zeer belangrijke beslissing moet nemen. Ze vertrekt maar laat een grote vraag openstaan die naar het einde van het derde seizoen toegelicht zal worden. Ze keert ook terug voor het einde van het derde seizoen.
- Taylor Handley speelde de rol van Oliver Trask, een mentaal labiele jongen die met hart en ziel verliefd is op Marissa en haar probeert in te palmen door Ryan in problemen te laten geraken. Hij ontmoet haar in de wachtzaal van hun therapeut.
- Amanda Righetti speelt de jongere zus van Kirsten, Hailey Nichol, en is de grote liefde van Jimmy. Ze keert terug gedurende het tweede seizoen om Kirsten met haar drankprobleem te helpen.
- Shailene Woodley speelde Kaitlin Cooper, de jongere zus van Marissa gedurende 6 afleveringen. Ze vertrok op internaat en kwam later terug, vertolkt door actrice Willa Holland. Willa speelde de laatste afleveringen van het derde seizoen en het gehele vierde seizoen mee.
- Eric Balfour speelde gedurende enkele afleveringen Theresa's abusieve vriend.
- Linda Lavin speelde de rol van Sophie Cohen, Sandy's moeder, ook vermeld als ‘The Nana’. Ze keerde terug voor een aflevering gedurende het tweede seizoen.

### Seizoen 2
- Michael Cassidy speelt de rol van Zach Stephens, Summers nieuwe vlam en zoon van een congreslid. Hij zorgt voor een geweldige driehoeksrelatie tussen Seth, Summer en hijzelf. Hij spoorde Seth er ook aan om samen een strip op te richten, Atomic County. Natuurlijk liep dit faliekant af door Seths eeuwige verlangen naar Summer. Op het einde van het tweede seizoen besluit hij om Seth en Summer samen te laten zijn omdat hij hun liefde niet zal kunnen tegenhouden. Josh Schwartz vertelde dat hij naar Marin County vertrokken is en er werkt voor LucasFilms.
- Nicholas Gonzales speelt de rol van D.J. Hij heeft in het begin van seizoen twee een aan/uit relatie met Marissa, maar hij beseft al snel dat hij enkel Ryan moest vervangen en dus overbodig werd toen Ryan naar Newport teruggekeerd is. Hij was ook de tuinman van de Nichols.
- Shannon Lucio speelde de rol van Lindsey Gardner, een medestudent op Harbor High. Ze is de onwettige dochter van Caleb en Kirstens zus. Ze heeft rond het begin van de zesde aflevering een relatie met Ryan maar deze loopt al snel op de klippen en Lindsey vertrekt uit Newport om met haar moeder, Renee Wheeler in Chicago te gaan wonen.
- Kathleen York speelde de rol van Renee Wheeler, de moeder van Lindsey. Ze heeft vroeger een relatie gehad met Caleb, en Lindsey is daar het resultaat van maar ze heeft het haar nooit durven zeggen en het door wijze van toeval en juridische verplichtingen komt Lindsey eindelijk te weten wie haar vader is, wat hartverscheurend nieuws is voor Kirsten.
- Olivia Wilde speelde de rol van Alex Kelly, manager van The Bait Shop. Ze heeft een relatie met Seth én Marissa aangegaan gedurende het tweede seizoen.
- Kim Delaney speelde de rol van Rebecca Bloom, een oude vlam uit Sandy's verleden. Ze kwam tussen het huwelijk van Sandy en Kirsten en is ze uiteindelijk als voortvluchtige verdergegaan door het leven en verliet Newport.
- Billy Campbell heeft de rol van Carter Buckley gespeeld, de voormalige redacteur van het Newport Living Magazin, waaraan Julie werkte. Hij heeft The Newport Group verlaten na een nieuwe job te hebben gekregen, en heeft bijna een relatie gehad met Kirsten. Hij is ook de reden waarom Kirsten is beginnen te drinken en uiteindelijk in Syriak is geëindigd.
- Johnny Messner speelde de rol van Lance Baldwin, een ex-vriendje van Julie die voor heel wat opschudding heeft gezorgd in Newport door pornotapes van Julie vrij te geven.
- Logan Marshall-Green speelde de rol van Trey Atwood, Ryans broer die vrijkwam uit de gevangenis. Op het einde van het tweede seizoen probeert hij Marissa aan te randen en wordt hij door Marissa neer geschoten. Hij overleeft het schot en verlaat Newport om naar Las Vegas te vertrekken.
- Marguerite Moreau speelde de rol van Reed Carlson, de CEO van het grafische romanbedrijf waar Seth en Zach hun grafische roman aan voorstelden.
- Nikki Griffin speelde de rol van Jessy Sathers, een aan cocaïne verslaafd blondje die met Trey een relatie is aangegaan. Ze komt in seizoen drie terug en wordt door Ryan geholpen met haar problemen.

### Seizoen 3
- Jeri Ryan speelt de rol van Charlotte Morgan, een bedriegster die Kirsten leert kennen in Syriak. Ze doet alsof ze veel in gemeen heeft met Kirsten omtrent haar problemen, maar dit is louter om Kirsten te kunnen misbruiken en geld van haar te stelen. Ze manipuleert Julie zodanig dat ze mee in het complot zit maar op het laatste nippertje springt Julie uit het complot en verijdelt Charlottes plannen. Ze vertrekt uit schrik betrapt te worden door de politie.
- Ryan Donowho speelde de rol van Johnny Harper, een student van Newport Union die Marissa leert kennen eens ze in haar nieuwe school arriveert. Johnny valt meteen voor de charmes van Marissa en hij is de aansteker geweest van vele discussies tussen Ryan en Marissa en is uiteindelijk de reden geweest voor hun breuk. Hij was verliefd op Marissa maar de grote vraag is natuurlijk of zij ook op hem verliefd was, althans ze van niet beweert. Hij sterft in de 14e aflevering van het derde seizoen.
- Kayla Ewell speelde de rol van Casey, Johnny's ex. Ze heeft hem bedrogen met Volchok.
- Johnny Lewis speelde de rol van Dennis 'Chilli' Childress, een surfer en skateboarder. Hij zat in Newport Union, en leek zeer hard op Seth qua mentaliteit.
- Rochard Voll speelde de rol van Glen Morgan, Charlottes man.
- Eric Mabius speelde de rol van Jack Hess, de beruchte nieuwe directeur die op de orde en tucht moest nazien op Harbor. Hij heeft ervoor gezorgd dat Ryan en Marissa een tijdje niet meer in Harbor les mochten volgen. Hij werd door een bluf van Sandy ontslagen en is terug naar de oostkust vertrokken.
- Autumn Reeser speelt de rol van Taylor Townsend, een student die met Summer vecht om de totale controle van Harbor omtrent leerlingen. In het begin is het een manipulatieve student met maar een doel, maar haar personage evolueert en ook zij wordt een vriendin van de groep.
- Blake Robbins speelde de rol van een handlanger van een maffiabaas. Hij heeft Jimmy in elkaar geslagen toen hij zijn schulden niet meer kon afbetalen.
- Paula Trickey speelde de rol van Veronica Townsend. Veronica is de moeder van Taylor, en verwijt haar dochter noch vrienden te hebben, noch een sociaal leven.
- Rob Brownstein speelde de rol van Kurt Williams, een potentiële koper van The Newport Group.
- Jeff Hephner speelde de rol van Matt Ramsey, ex-collega van Kurt Williams en voormalige onderdirecteur van The Newport Group, onder Sandy. Hij werd door Sandy ontslagen als gevolg van een gesprek met Henry Griffin, directeur van het ziekenhuis waar Sandy een groot contract mee heeft. Griffin beweerde Matt ontslagen te willen zien omwille van zijn wilde sociale leven, en de verpeste relatie met zijn dochter. Hij vertrok naar Chicago en startte daar zijn eigen zaak op.
- Cam Gigandet speelt de rol van Kevin Volchok, een surfer en drugsverslaafde wiens enige doel was om Ryans leven te verzieken. Hij heeft in het verleden een relatie gehad met Sadie Campbell, en met Marissa en vermoord Marissa aan het einde van het seizoen door op de auto te beuken waar Marissa en Ryan in zitten.
- Lisa Rotondi speelde Gwen Harper, de moeder van Johnny.
- Willa Holland speelde gedurende enkele afleveringen de zus van Marissa.
- Shaun Duke speelt de rol van Henry Griffin, hoofd van de raad van bestuur van een ziekenhuis.
- Nikki Reed speelde de rol van Sadie Campbell, een nichtje van Johnny. Ze heeft een tijdje een relatie gehad met Ryan.

## Afleveringen lijst

### Specials
Er werd in 2004 een tweedelige special over The O.C. gemaakt
- The OC- Obsessed Completely!
- Welcome to the OC –A day in the Life!

## Muziek
Muziek is een zeer belangrijk onderdeel van The OC. Er zijn inmiddels al 6 compilatiealbums uitgebracht met een mix van indierock en andere alternatieve muziek.
The O.C. is geproduceerd door McG, bekend van films als 'Charlie's Angels' en 'Charlie's Angels: Full Throttle'.

## Verhaallijn

### Seizoen 1
Jimmy steelt geld van zijn klanten en moet waarschijnlijk de gevangenis in. Zijn vrouw Julie scheidt dan van hem en eist de kinderen op.
Kirsten is eerst niet blij dat Ryan komt intrekken bij hen. Tegelijkertijd is haar man Sandy jaloers op haar wel erg intieme vriendschap met Jimmy. Dat is ook niet helemaal onterecht, aangezien Jimmy haar, als ze hem helpt tijdens het verven van zijn huis kust. Als Sandy daarachter komt, is hij dan ook niet blij.
Kirsten is echter jaloers op Sandy's collega Rachel, met wie hij veel tijd doorbrengt omdat ze samen aan een rechtszaak werken. Uiteindelijk probeert Rachel Sandy nog te versieren, maar Sandy negeert dit en gaat naar zijn gezin.
Marissa wordt depressief door alle gebeurtenissen en krijgt een overdosis. Daarna is moeder Julie vastberaden Marissa voor haar eigen veiligheid naar een inrichting te sturen.
Seth is verliefd op de oppervlakkige en populaire Summer. Wanneer zij ook op de 'nerd' blijkt te vallen, moet ze kiezen: Haar reputatie of liefde voor Seth. Ook Seth moet kiezen...tussen twee meisjes!
Ryan is verliefd op Marissa, die al een lange tijd een relatie heeft met Luke. Luke is hier niet blij mee en heet hem dan ook niet welkom in Orange County. Toch moet hij het accepteren wanneer Marissa Ryan boven hem verkiest.

### Seizoen 2
Nadat zowel Ryan als Seth terugkeren van hun tijdelijke verblijfplaats begint het tweede schooljaar voor Ryan.
Dit schooljaar zal gekenmerkt worden door "The New Era", Marissa blijkt in de periode dat Ryan weg was iemand anders te hebben opgezocht en krijgt later in het seizoen weer iemand anders als grote liefde. Ook Ryan krijgt een nieuwe liefde en Seth probeert Summer terug te krijgen die niet geheel onverwachts iemand anders in het vizier heeft.
Wanneer de tijdelijke liefdes van Ryan en Marissa verdwijnen komen de twee aflevering voor aflevering weer dichter bij elkaar. Ook komt Ryans broer Trey vrij uit de gevangenis en die blijkt nog steeds enkele problemen te hebben.